# Pavel Dovgal
Pavel Dovgal (en russe : Павел Николаевич Довгаль), né le 22 décembre 1975 à Minsk en République socialiste soviétique de Biélorussie, est un pentathlonien biélorusse.
Lors des Jeux olympiques d'été de 2000 à Sydney il remporte la médaille de bronze de l'épreuve individuelle.

## Palmarès

### Jeux olympiques
- Médaillé de bronze en individuel lors des Jeux olympiques d'été de 2000 se tenant à Sydney ( Australie)